# 爱格富集团
爱格富集团（Agrofert）是一家捷克綜合企業，总部位于布拉格。主营业务包含化工、农业和食品三大领域。业务范围主要涵盖欧盟和中华人民共和国。

## 历史
爱格富集团公司成立于1993年1月25日，创始人为安德烈·巴比什。主营业务包含化工、农业和食品三大领域。2010年代开始向金融和媒体领域扩展。截至2011年，爱格富集团旗下有230多家公司。
爱格富集团租用了捷克超过57,000公顷的耕地，约占捷克共和国总面积的0.7％，或捷克耕地面积的1.6％。
2017年，由于深陷贪腐丑闻，巴比什已经将爱格富集团股权转移给信托基金。